# ImageShack
ImageShack és un lloc web amb seu a Los Gatos (Califòrnia) que fa de servei d'allotjament d'imatges de pagament. El lloc va debutar al novembre de 2003, oferint una interfície amigable i fàcil d'usar. Des de llavors ha experimentat un constant creixement sostingut en popularitat. La pàgina principal té un quadre de diàleg on es pot seleccionar l'arxiu a pujar. El format de la imatge ha de ser JPEG, PNG, GIF, TIFF, Windows Bitmap o SWF, i a més, no ha de sobrepassar l'1,5 megabytes. Les imatges en format BMP o TIFF seran automàticament convertides a PNG.
Una vegada que és pujada la imatge es redirecciona a l'usuari a una pàgina que conté diferents versions d'URLs per a la imatge pujada. Aquestes es troben preformatades en HTML o en BBCode, la qual cosa permet utilitzar-les fàcilment per enllaçar-les en llocs web o fòrums de discussió en línia, pegant el text de la URL desitjada en el cos d'un missatge. cal aclarir que aquestes URLs no són publicades en cap lloc de manera automàtica, per la qual cosa només l'usuari i les persones a qui ell els doni els enllaços podran accedir a les seves imatges (a diferència del que succeeix en altres llocs, com Flickr).
Les imatges són emmagatzemades en ImageShack per un període màxim de quatre-cinc anys, excepte quan l'usuari no compleixi amb els Termes del servei. Igualment, la imatge no serà accessible si usa més de 300 Megaoctets en un període d'una hora.
També s'ofereix en el lloc un servei de registre gratuït que li dona a l'usuari la possibilitat d'accedir a les seves imatges prèviament pujades i esborrar-les, si així ho desitja.
Els usuaris poden crear galeries amb les seves imatges - col·leccions públiques d'imatges seleccionades amb llibre de visites (guestbook) i possibilitat que els visitants els atorguin una puntuació. Els termes de servei determinen que no es pot pujar material pornogràfic.
A partir del 22 de febrer de 2011, ImageShack va canviar les seves polítiques obligant a tot aquell que vulgui veure imatges allotjades en el lloc a estar registrat, la qual cosa va generar bastant descontent entre els seus usuaris, ja que pràcticament els obliga a estar autenticats tota l'estona mentre naveguen pels diferents fòrums i blogs del web al qual enllaçaven imatges. Des del 17 de gener de 2014 la política va canviar de nou i es va obligar els usuaris a obtenir un compte premium per continuar pujant imatges.